# Boeber

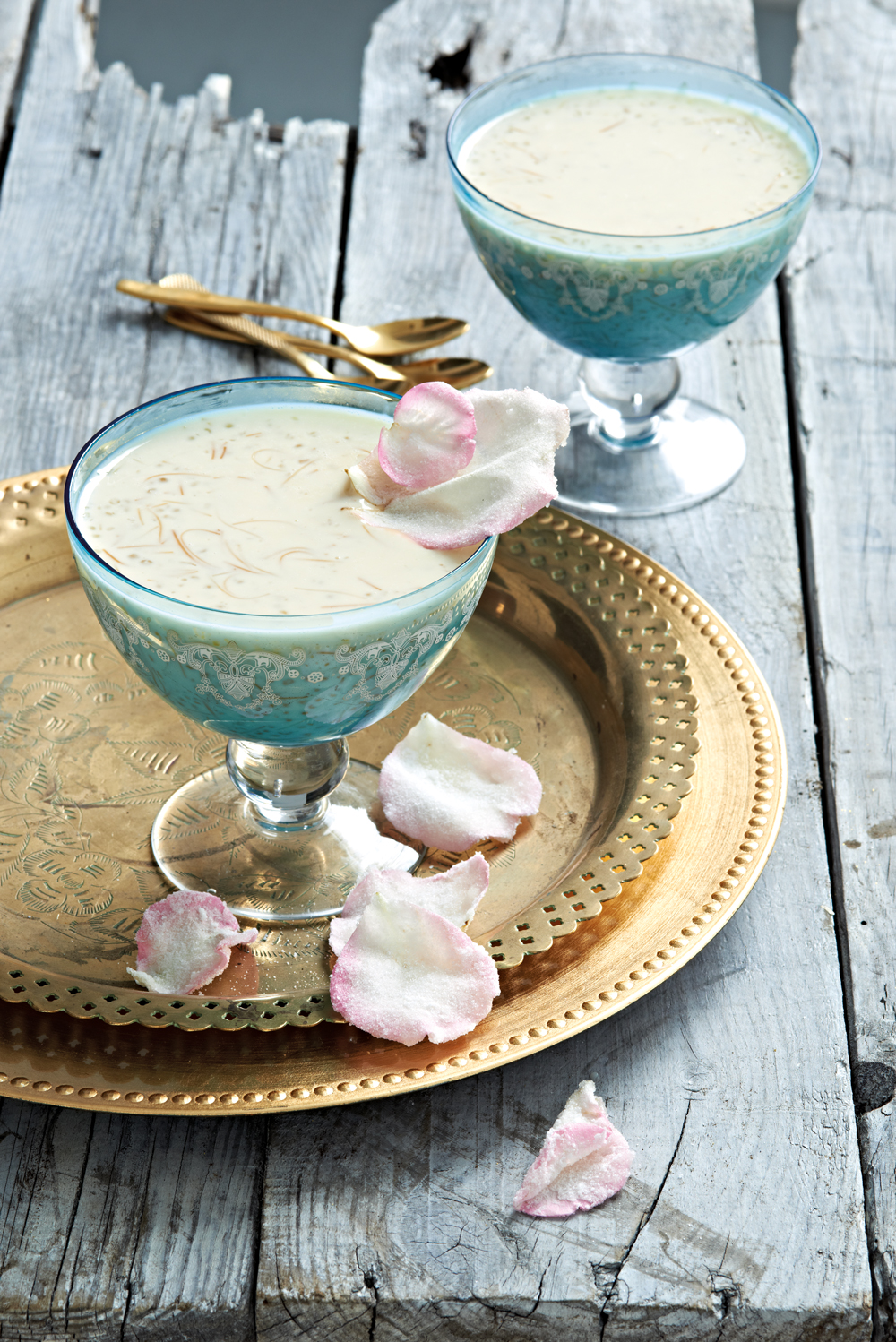
Ein fertig zubereitetes Boeber

Boeber (Aussprache: bu-ber) ist ein traditionelles süßes Milchgetränk der Kapmalaien aus Vermicelli und Sago, das mit Kardamom, Zimtstangen und Rosenwasser verfeinert  wird. Das Getränk  wird traditionell am  15. Abend im Ramadan serviert, um die Mitte des Fastenmonats zu feiern. Es ist für jene bestimmt, die die ersten zwei Wochen des Fastens erfolgreich beendet haben. Sie werden auch als Personen bezeichnet, die „op die berg“ (Afrikaans für „auf dem Berg“) sind, d. h. den Gipfel erreicht haben.

## Ursprung
In Südafrika wurde Boeber ursprünglich von den Kapmalaien hergestellt, deren Vorfahren aus Indonesien, Ostafrika und Indien stammten. Malaysier konsumieren eine ähnliche Spezialität zum Fastenbrechen im Ramadan namens Bubur Lambuk (eine bestimmte Art Haferbrei). Auch viele Haushalte auf Trinidad und Tobago feiern Eid al-Fitr, das Fest zum Ende von Ramadan, mit einem ähnlichen Getränk, das hier Sawine oder Sewine genannt wird. Weltweit existieren viele Getränke dieser Art, wie auch das asiatische Kheer (indischer Milchreis) oder das süße Congee. In Südafrika gibt es ein Afrikaans-Getränk, das als Melkkos bekannt ist und Boeber ähnelt. Oft wird Boeber nach Familienrezepten hergestellt und die meisten kapamalaiischen Kochbücher enthalten Rezepte und Fotos dieses Getränks. Oftmals kann man in ausgewählten Supermärkten, Straßencafés und Gewürzläden eine Boeber-Mischung kaufen.